# Erik Ninn-Hansen
Erik Ninn-Hansen (ur. 12 kwietnia 1922 w Skørpinge, zm. 20 września 2014) – duński polityk i prawnik, w latach 1971–1974 lider polityczny Konserwatywnej Partii Ludowej, wieloletni poseł do Folketingetu i jego przewodniczący w 1989, minister w różnych resortach.

## Życiorys
W 1948 ukończył studia prawnicze na Uniwersytecie Kopenhaskim. W 1952 podjął praktykę w zawodzie adwokata. W działalność polityczną zaangażował się pod koniec lat 30., wstępując do konserwatywnej młodzieżówki Konservativ Ungdom. W latach 1948–1950 pełnił funkcję przewodniczącego tej organizacji. W 1953 z ramienia Konserwatywnej Partii Ludowej po raz pierwszy uzyskał mandat deputowanego do Folketingetu. W duńskim parlamencie zasiadał od tego czasu nieprzerwanie do 1994.
Od lutego 1968 do marca 1971 sprawował urząd ministra obrony, następnie do października 1971 był ministrem finansów. W 1971 został przewodniczącym frakcji poselskiej i liderem politycznym konserwatystów. Ustąpił z tego stanowiska w 1974 na skutek sporów wewnątrz ugrupowania; zastąpił go wówczas Poul Schlüter. Od września 1982 do stycznia 1989 był ministrem sprawiedliwości. Od stycznia do października 1989 pełnił funkcję przewodniczącego Folketingetu. Utracił ją w związku z tzw. sprawą tamilską, gdy zarzucono mu, że jako minister sprawiedliwości bezprawnie blokował wnioski tamilskich uchodźców dotyczące łączenia rodzin. W 1995 za nadużycie władzy w tej sprawie (która również doprowadziła do dymisji rządu Poula Schlütera) skazano go na karę 4 miesięcy pozbawienia wolności z warunkowym zawieszeniem jej wykonania.